# Boje v jihovýchodní Asii během druhé světové války
Boje v Jihovýchodní Asii byla vojenská střetnutí během druhé světové války na území jihovýchodní Asie. Do těchto bojů se také počítají námořní bitvy v Indickém oceánu a nálety na Austrálii. Nejdůležitější bitvy byly vedeny o Malajsii a Singapur, v Nizozemské východní Indii, ve východní Indii a Barmě.

## Boje
Od roku 1937 se Japonci vojensky angažovali v Číně. Po porážce Francie v roce 1940 si na nově nastoleném slabém režimu ve Vichy vynutili svou přítomnost v části Francouzské Indočíny. Francouzské oslabení v Indočíně rovněž využili Siamci (Thajsko) a po Francouzsko-thajské válce získali část jejího území. Japonská expance v Indočíně však narazila na odpor Spojených států, které začaly společně s Brity a Nizozemci Japonsko nekompromisně hospodářsky sankcionovat. Aby si Japonci zajistili hospodářskou nezávislost, rozhodli se vojenskou silou převzít surovinové zdroje v Jihovýchodní Asii a pro jejich zajištění expandovat i v Tichomoří. Akci spustili na začátku prosince 1941 současným přepadením amerických základen v Tichém oceánu včetně Pearl Harboru a Filipín, útokem na Hongkong a Malajsko skrz Thajsko. Ovšem se Siamem se válčilo jen krátce, neboť by to ohrozilo nezávislost tohoto království. Boje byly zastaveny a Thajsko s Japonskem muselo uzavřít nucené spojenectví. To po válce ulehčovalo thajsku vojenskou situaci (nemuselo odevzdávat zbraně spojencům).

### Malajsko a Singapur
Když se Japonci spojili s Thajskem, měli možnost útoku na Malajsko i z pevniny, toto možnost také za pomoci Siamců v malajském pohraničí částečně využili. Invaze se však neobešla ani bez letecké a námořní podpory. Po potopení bitevní lodi HMS Prince of Wales a bitevního křižníku HMS Repulse japonským námořním letectvem a dobytí Singapuru změnil Západ pohled na Japonsko a jeho ozbrojené síly z opovrhování na respekt.
Současně s napadením Malajsie zaútočili Japonci na Filipíny.

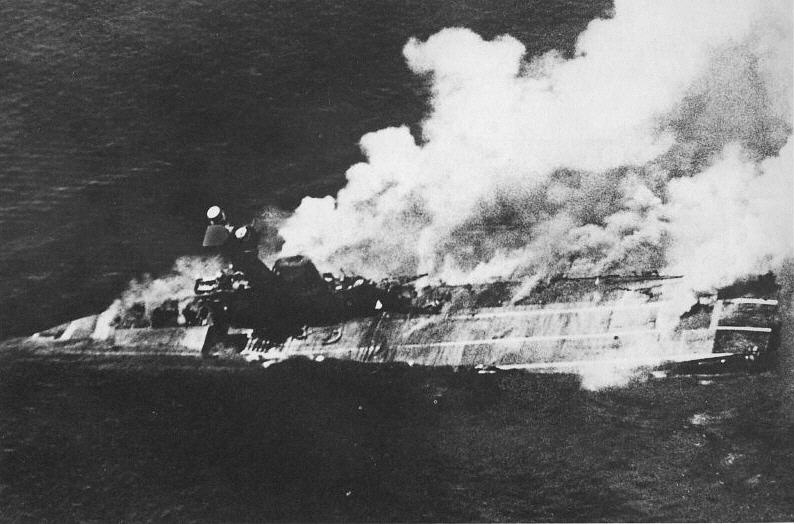
Potopení britské letadlové lodě HMS Hermes
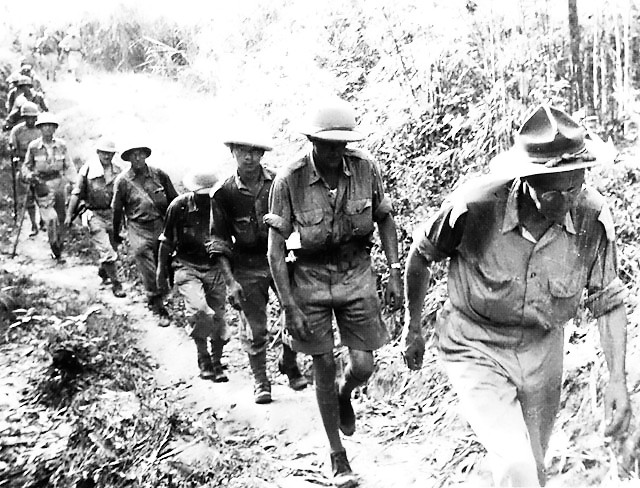
Generál Joseph Stilwell během ústupu z Barmy, květen 1942
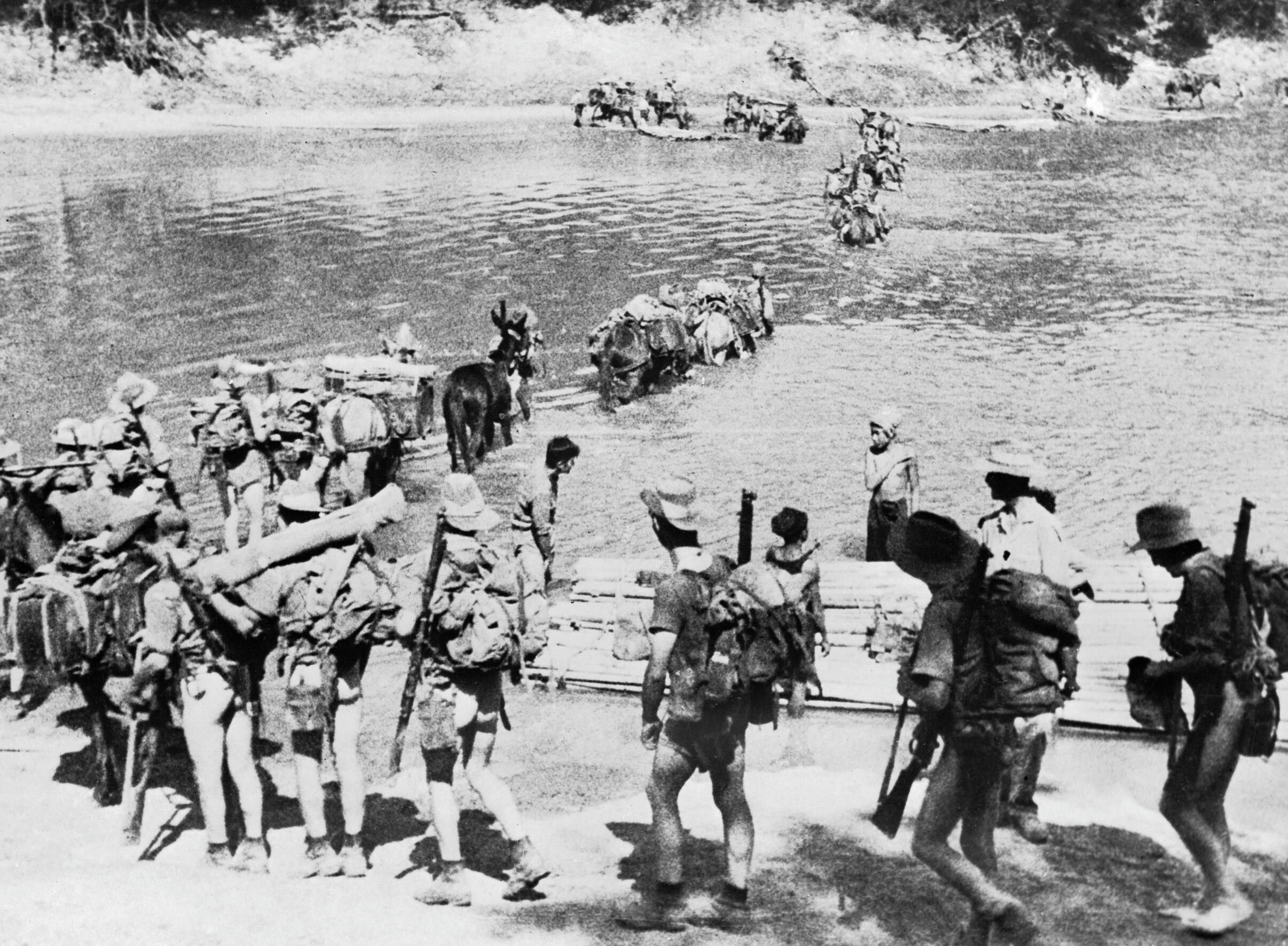
Kolona chinditů překračuje řeku během operace Longcloth v Barmě, 1943
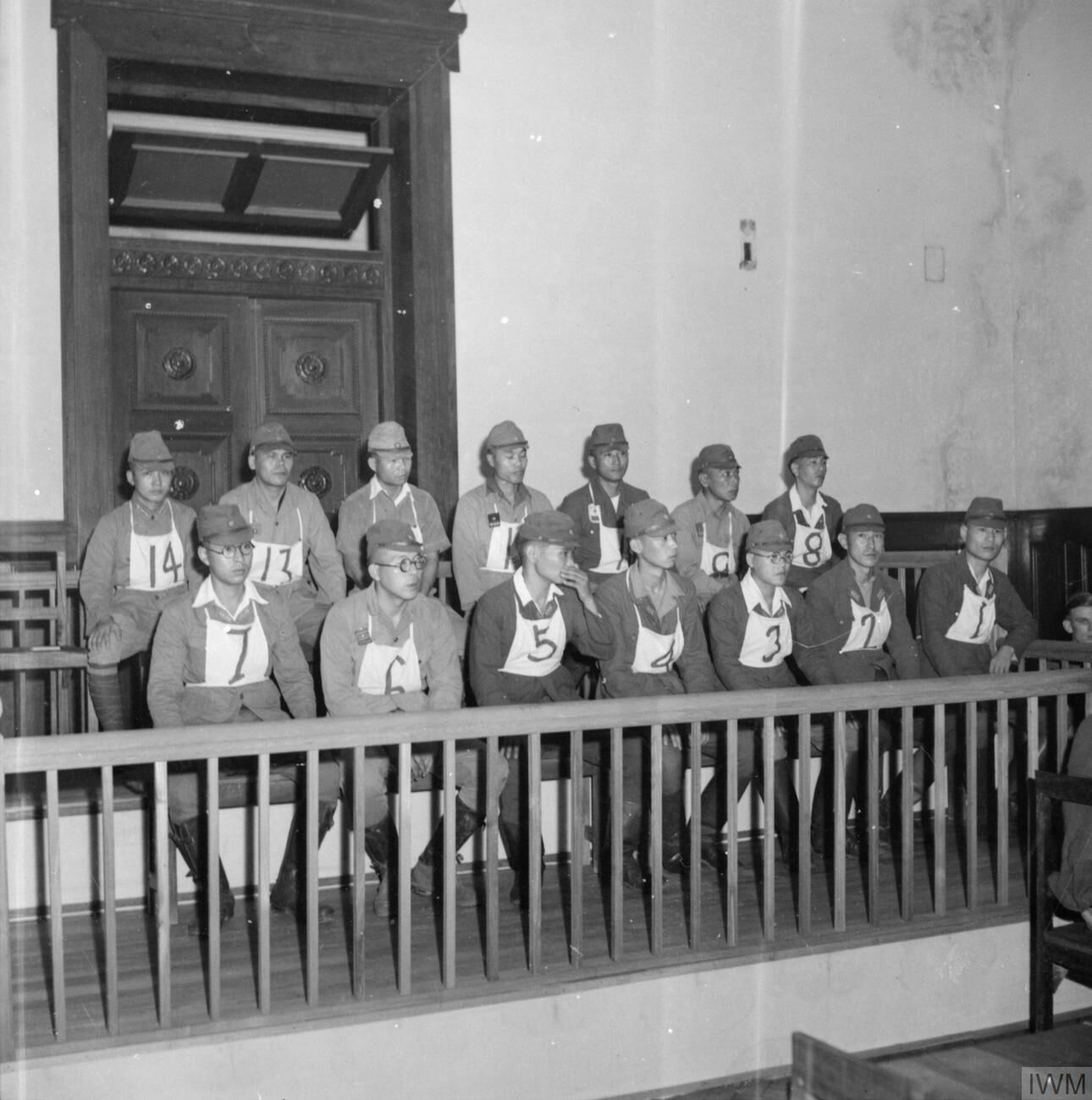
Proces s japonskými válečnými zločinci za masakr 637 civilů z vesnice Kalagon, 22. leden 1946